# Zaporizhzhia
Zaporizhzhia hay Zaporozhye (tiếng Ukraina: Запоріжжя, chuyển tự Zaporizhzhia hay Zaporizhzhya, tiếng Nga: Запорожье, chuyển tự tiếng Nga Zaporozh'ye) [tên cũ Alexandrovsk (tiếng Nga: Александровск)] là thành phố ở đông nam Ukraina, nằm bên hai bờ sông Dnepr. Đây là thủ phủ của tỉnh Zaporizhzhia, Ukraina. Zaporizhzhia là thành phố lớn thứ 7 quốc gia này. Dân số theo điều tra năm 2024 là 550.000 người.
Ngày 30 tháng 9 năm 2022, Nga tuyên bố sáp nhập tỉnh Zaporizhzhia cùng ba tỉnh khác của Ukraina vào lãnh thổ của mình, nhưng chưa chiếm được bản thân thành phố thủ phủ.

## Khí hậu
| Dữ liệu khí hậu của Zaporizhya          | Dữ liệu khí hậu của Zaporizhya | Dữ liệu khí hậu của Zaporizhya | Dữ liệu khí hậu của Zaporizhya | Dữ liệu khí hậu của Zaporizhya | Dữ liệu khí hậu của Zaporizhya | Dữ liệu khí hậu của Zaporizhya | Dữ liệu khí hậu của Zaporizhya | Dữ liệu khí hậu của Zaporizhya | Dữ liệu khí hậu của Zaporizhya | Dữ liệu khí hậu của Zaporizhya | Dữ liệu khí hậu của Zaporizhya | Dữ liệu khí hậu của Zaporizhya | Dữ liệu khí hậu của Zaporizhya |
| Tháng                                   | 1                              | 2                              | 3                              | 4                              | 5                              | 6                              | 7                              | 8                              | 9                              | 10                             | 11                             | 12                             | Năm                            |
| --------------------------------------- | ------------------------------ | ------------------------------ | ------------------------------ | ------------------------------ | ------------------------------ | ------------------------------ | ------------------------------ | ------------------------------ | ------------------------------ | ------------------------------ | ------------------------------ | ------------------------------ | ------------------------------ |
| Cao kỉ lục °C (°F)                      | 12.2 (54.0)                    | 16.2 (61.2)                    | 24.0 (75.2)                    | 31.4 (88.5)                    | 35.9 (96.6)                    | 36.5 (97.7)                    | 39.0 (102.2)                   | 40.2 (104.4)                   | 35.0 (95.0)                    | 35.0 (95.0)                    | 20.9 (69.6)                    | 15.0 (59.0)                    | 40.2 (104.4)                   |
| Trung bình ngày tối đa °C (°F)          | −0.4 (31.3)                    | 0.4 (32.7)                     | 6.4 (43.5)                     | 15.3 (59.5)                    | 21.9 (71.4)                    | 25.7 (78.3)                    | 28.3 (82.9)                    | 27.9 (82.2)                    | 21.8 (71.2)                    | 14.3 (57.7)                    | 5.9 (42.6)                     | 0.8 (33.4)                     | 14.0 (57.2)                    |
| Trung bình ngày °C (°F)                 | −3.1 (26.4)                    | −2.9 (26.8)                    | 2.2 (36.0)                     | 9.9 (49.8)                     | 16.2 (61.2)                    | 20.1 (68.2)                    | 22.5 (72.5)                    | 21.8 (71.2)                    | 16.1 (61.0)                    | 9.4 (48.9)                     | 2.5 (36.5)                     | −1.8 (28.8)                    | 9.4 (48.9)                     |
| Tối thiểu trung bình ngày °C (°F)       | −5.7 (21.7)                    | −5.9 (21.4)                    | −1.5 (29.3)                    | 4.9 (40.8)                     | 10.4 (50.7)                    | 14.6 (58.3)                    | 16.7 (62.1)                    | 15.8 (60.4)                    | 10.9 (51.6)                    | 5.2 (41.4)                     | −0.3 (31.5)                    | −4.3 (24.3)                    | 5.1 (41.2)                     |
| Thấp kỉ lục °C (°F)                     | −29.3 (−20.7)                  | −26.1 (−15.0)                  | −25 (−13)                      | −8.2 (17.2)                    | −2 (28)                        | 5.0 (41.0)                     | 8.2 (46.8)                     | 3.9 (39.0)                     | −3 (27)                        | −8.9 (16.0)                    | −18.6 (−1.5)                   | −26.2 (−15.2)                  | −29.3 (−20.7)                  |
| Lượng Giáng thủy trung bình mm (inches) | 42 (1.7)                       | 35 (1.4)                       | 36 (1.4)                       | 36 (1.4)                       | 43 (1.7)                       | 62 (2.4)                       | 46 (1.8)                       | 39 (1.5)                       | 36 (1.4)                       | 35 (1.4)                       | 44 (1.7)                       | 44 (1.7)                       | 498 (19.6)                     |
| Số ngày mưa trung bình                  | 10                             | 8                              | 11                             | 12                             | 13                             | 13                             | 10                             | 8                              | 10                             | 11                             | 13                             | 11                             | 130                            |
| Số ngày tuyết rơi trung bình            | 14                             | 14                             | 9                              | 1                              | 0                              | 0                              | 0                              | 0                              | 0                              | 1                              | 6                              | 13                             | 58                             |
| Độ ẩm tương đối trung bình (%)          | 87                             | 84                             | 78                             | 66                             | 62                             | 65                             | 62                             | 59                             | 66                             | 76                             | 86                             | 88                             | 73                             |
| Nguồn: Pogoda.ru.net                    |                                |                                |                                |                                |                                |                                |                                |                                |                                |                                |                                |                                |                                |